# Ophir (Colorado)
Pour les articles homonymes, voir Ophir (homonymie).
Ophir est une ville américaine située dans le comté de San Miguel dans le Colorado.
La ville est nommée en référence à la localité biblique d'Ophir.

## Démographie
| 1880 | 1890 | 1900 | 1910 | 1940 | 1950 |
| ---- | ---- | ---- | ---- | ---- | ---- |
| 130  | 113  | 127  | 124  | 2    | 2    |

| 1970 | 1980 | 1990 | 2000 | 2010 | - |
| ---- | ---- | ---- | ---- | ---- | - |
| 6    | 38   | 69   | 113  | 159  | - |

Selon le recensement de 2010, Ophir compte 159 habitants. La municipalité s'étend sur 0,18 milles carrés (0,47 km2).